# Leutascher Dreitorspitze
Leutascher Dreitorspitze är en bergstopp i Österrike och Tyskland.    På den österrikiska sidan ligger den i distriktet Innsbruck-Land och förbundslandet Tyrolen, i den västra delen av landet, 400 km väster om huvudstaden Wien. Toppen på Leutascher Dreitorspitze är 2 581 meter över havet.
Terrängen runt Leutascher Dreitorspitze är bergig västerut, men österut är den kuperad. Närmaste större samhälle är Telfs, 11,1 km söder om Leutascher Dreitorspitze. 
Trakten runt Leutascher Dreitorspitze består i huvudsak av gräsmarker. Runt Leutascher Dreitorspitze är det ganska tätbefolkat, med 80 invånare per kvadratkilometer.